# إذا لم أري وجهك مرة أخري
اف آي نيفر سي يور فيس اغين أغنية من فرقة البوب روك الأمريكية مارون 5 من ألبومهم «ات اونت بي سوون بيفور لونغ» المعاد إصداره في يونيو 2008. أيضاً أدرجت الأغنية في ألبوم ريانا «قوود قيرل قون باد: ريلوديد» المعاد إصداره في يونيو 2008. الأغنية كانت مدرجة في الألبوم الأصلي من دون إدراج ريانا. كتبت الأغنية من قبل أعضاء الفرقة آدم ليفين، جيمس فالانتاين ومن إنتاج مارك اندرت، مايك اليزوندو، مارك «سبايك» ستنت، سي. «تريكي» ستيوارت، مارون 5. تم إصدار الأغنية عن طريق ألبوم مطول في أستراليا في 22 مايو، 2007، وكأغنية فردية رسمية في 2 مايو، 2008، في الولايات المتحدة.
جاء التعاون لما آدم عرض على ريانا بأن تضيف صوتها في نسخة الريمكس، التي قبلت العرض. «اف آي نيفر سي يور فيس اغين» هي أغنية بوب وآر أند بي تتضمن ألحان التي تقدمها سنثسيزر والإيتار.الأغنية تلقت ردود مختلطة من نقاد الموسيقى، أشاد البعض تكوين الأغنية لكن انتقدوا أداء آدم وريانا الصوتي. الفيديو المصور من إخراج انثوني ماندلير وتم تصويره في الأماكن المغلقة العازلة للصوت في كاستايك، كاليفورنيا. مفهوم الفيديو كان «نزعة شبقية».

## الجوائز والترشيحات
| السنة | الحفل         | الفئة                    | النتيجة |
| ----- | ------------- | ------------------------ | ------- |
| 2009  | جوائز الغرامي | أفضل أداء تعاون بوب صوتي | رُشِّح     |

## الأداء التجاري

### أوقيانوسيا
حققت الأغنية نجاحاً معتدلاً على المخططات العالمية. دخلت لأول مرة في مخطط الأغاني المنفردة الأسترالية المركز الثامن والعشرون في 1 يونيو، 2008, وبلغت ذروتها المركز الحادي عشر في الأسبوع السادس. الأغنية دخلت لأول مرة في مخطط الأغاني المنفردة النيوزيلندية المركز السابع والثلاثون في 9 يونيو، 2008, وبلغت ذروتها المركز الواحد والعشرون في الأسبوع التالي.

### أوروبا
في أوروبا، الأغنية دخلت لأول مرة المركز الخامس عشر في مخطط الأغاني المنفردة الإيطالية في 17 يوليو، 2008. الأغنية أمضت أسبوعاً واحداً في المخطط. دخلت لأول مرة في مخطط الأغاني المنفردة الهولندية المركز الخامس والثلاثون في 14 يونيو، 2008, وبلغت ذروتها المركز العشرون في الأسبوع التالي. الأغنية دخلت لأول مرة في مخطط الأغاني المنفردة الدنماركية المركز السادس والثلاثون في 27 يوليو، 2008, وبلغت ذروتها المركز الواحد والثلاثون في الأسبوع السادس. دخلت لأول مرة في مخطط الأغاني المنفردة السويسرية المركز الواحد والستون في 29 يونيو، 2008, وبلغت ذروتها المركز الثاني والخمسون في الأسبوع التالي، والتي أمضت في هذا المركز في الأسبوع الثالث. دخلت لأول مرة مخطط الأغاني المنفردة النمساوية المركز السابع والستون في 5 سبتمبر، 2008, وبلغت ذروتها المركز الرابع والخمسون في الأسبوع التالي. الأغنية دخلت لأول مرة وبلغت ذروتها في مخطط الأغاني المنفردة البريطانية المركز الثامن والعشرون في 14 يونيو، 2008. على مدى الأسبوعين التاليين، الأغنية هبطت من المراكز الأربعين الأولى، قبل أن تخرج في الأسبوع الثالث، الأغنية دخلت من جديد المخطط في المركز السادس والثلاثون في 7 يوليو، 2008.

### أمريكا الشمالية
في الولايات المتحدة، الاغنية بلغت ذروتها المركز الواحد والخمسون في بيلبورد هوت 100 في 26 يوليو، 2008. بلغت ذروتها المركز العاشر في بيلبورد أغاني بوب للبالغين; المركز الثلاثون في بيلبورد لأغاني البوب والمركز الواحد والعشرون بيلبورد للأغاني الرقمية.

## قائمة أغاني الأغنية المنفردة
| - نسخ الألبوم 1. «اف آي نفر سي يور فيس اغين» – 3:21 2. «اف آي نفر سي يور فيس اغين» (مع ريانا) – 3:18 - تحميل رقمي 1. «اف آي نفر سي يور فيس اغين» (مع ريانا) – 3:18 | - أستراليا ألبوم مطول 1. «اف آي نفر سي يور فيس اغين» – 3:18 2. «اف آي نفر سي يور فيس اغين» (ريمكس بول اوكينفيلد) – 3:30 3. «اف آي نفر سي يور فيس اغين» (عرض مباشر من غرفة تحكم إم إس إن) – 4:11 |

## الرسوم البيانية
| المخطط (2008)                 | المركز |
| ----------------------------- | ------ |
| أستراليا                      | 11     |
| النمسا                        | 54     |
| بلجيكا (فلاندرز)              | 18     |
| كندا                          | 12     |
| الدنمارك                      | 31     |
| أوروبا هوت 100                | 59     |
| أيرلندا                       | 16     |
| إيطاليا                       | 15     |
| اليابان                       | 97     |
| هولندا                        | 11     |
| نيوزيلندا                     | 21     |
| سويسرا                        | 52     |
| المملكة المتحدة               | 28     |
| بيلبورد هوت 100               | 51     |
| بيلبورد لأغاني البوب          | 30     |
| بيلبورد لأغاني البوب للبالغين | 10     |

## تاريخ الإصدار
| الدولة           | التاريخ       | نوع التحميل    | شركة الإنتاج            |
| ---------------- | ------------- | -------------- | ----------------------- |
| الولايات المتحدة | 15 مايو، 2007 | راديو مينستريم | تسجيلات اي آند ام/اكتون |
| أستراليا         | 22 مايو، 2007 | أغنية مطولة    | تسجيلات اي آند ام/اكتون |
| الولايات المتحدة | 2 مايو، 2008  | تحميل رقمي     | تسجيلات اي آند ام/اكتون |